# Ingemar Leckius
Ingemar Carl-Axel Leckius, före 1964 Gustafson, född 5 november 1928 i Kristianstad, död 18 juni 2011 i Lunds domkyrkoförsamling i Skåne län, var en svensk författare och översättare.

## Biografi
Leckius studerade konsthistoria och filosofi vid Lunds universitet, och debuterade 1951 med diktsamlingen Andra riter. Under sin studietid tillhörde han Litterära studentklubben i Lund, och brukar räknas till den grupp poeter som kallas Lundaskolan. Han odlade en lekfull och personlig modernism i sina tidigare diktsamlingar, som uppvisar influenser från existentialism, absurdism och surrealism. År 1957 konverterade Leckius till katolicismen, något som märks i hans diktning från Ravin av ljus (1960). I hans senare diktning tematiseras även en kristet färgad socialism, samt ett intresse för kristen, judisk och sufisk mystik.
Leckius verkade som översättare från bl.a. franska och spanska. Han har tolkat författare som Henri Michaux, Léopold Senghor och Aimé Césaire till svenska.
Leckius var från 1958 gift med översättaren Mikaela Leckius (född 1930), som han flera gånger samarbetade med. 1964 bytte han efternamn från Gustafson till Leckius. Han är begravd på Östra kyrkogården i Lund.

### Översättningar
- 1959 – Henri Michaux: Natten rör sig : dikter (Bonniers)
- 1962 – Georges Schehadé: Resan : skådespel i 8 tablåer, övers. Mikaela och Ingemar Leckius (Göteborgs stadsteater)
- 1964 – René de Obaldia: Genousie : komedi i 2 akter, övers. Mikaela och Ingemar Leckius (Stockholms stadsteater)
- 1967 – Léopold Sédar Senghor: Dikter, övers. Ingemar Leckius och Lasse Söderberg (Wahlström & Widstrand)
- 1969 – Aimé Césaire: En tid i Kongo, övers. Ingemar och Mikaela Leckius (FiB:s lyrikklubb)
- 1969 – Pierre de Marivaux: Den dubbla trolösheten : komedi, övers. Ingemar och Mikaela Leckius (Kungliga dramatiska teatern)
- 1973 – Sándor Weöres: Tystnadens torn : dikter ; i urval av Géza Thinsz; tolkade av Werner Aspenström, Reidar Ekner, Ingemar Leckius, Erik Lindegren, Bo Setterlind, Géza Thinsz och Tomas Tranströmer (Bonnier)
- 1973 – Jean-Joseph Rabearivelo: Dikter, urval och tolkning Ingemar och Mikaela Leckius (FiB:s lyrikklubb)
- 1975 – Sembène Ousmane: O land, mitt vackra folk, övers. Ingemar och Mikaela Leckius (Cavefors)
- 1976 – Camara Laye: Svart barn, övers. Ingemar och Mikaela Leckius (Cavefors)
- 1979 – Birago Diop: Amadou Koumbas berättelser, urval och övers. Ingemar och Mikaela Leckius (Cavefors)
- 1979 – Anton Tjechov: Damen med hunden : skådespel i tio tablåer, övers. Mikaela och Ingemar Leckius (Blekingeteatern)
- 1979 – Léopold Sédar Senghor: De stora elegierna och andra dikter, elegierna tolkade av Malou Höjer och Artur Lundkvist, övriga dikter av Ingemar och Mikaela Leckius (Bonnier)
- 1983 – Ernesto Cardenal: Timmen 0 och andra dikter, övers. Ingemar Leckius och Mikaela Leckius (Nordan)
- 1983 – Från Chile till Guatemala : latinamerikanska bilder, foto: Koen Wessing, text: Eduardo Galeano; övers. Ingemar Leckius (Hjulet)
- 1986 – Jean Anouilh: Orkestern : konsertpjäs, övers. Ingemar och Mikaela Leckius (Kungliga dramatiska teatern)
- 1990 – Adonis: Sånger av Mihyar från Damaskus, tolkningar av Hesham Bahari och Ingemar och Mikaela Leckius (Alhambra)
- 1991 – Max Jacob: Tärningsbägaren : prosadikter, i urval av Ingemar och Mikaela Leckius ; tolkningar av Erik Blomberg (Tiden)
- 1995 – R.S. Thomas: Minnen av eld : dikter, i urval och tolkning av Ingemar och Mikaela Leckius (Symposion)
- 1999 – Pierre de Marivaux: Tvisten, medarbetare Ingemar och Mikaela Leckius (Malmö stadsteater)
- 2010 – Paul Claudel: Det stängda huset, tolkning av Mikaela och Ingemar Leckius (Signum)

## Priser och utmärkelser
- 1957 – Boklotteriets stipendiat
- 1960 – Boklotteriets stipendiat
- 1961 – Stig Carlson-priset
- 1961 – Boklotteriets stipendiat
- 1964 – Boklotteriets stipendiat
- 1966 – Litteraturfrämjandets stipendiat
- 1969 – Litteraturfrämjandets stipendiat
- 1975 – Sveriges Radios Lyrikpris
- 1977 – Sydsvenska Dagbladets kulturpris
- 1978 – De Nios Stora Pris
- 1985 – Deverthska kulturstiftelsens stipendium
- 1990 – Carl Emil Englund-priset för Vid terebintträdet
- 1991 – Bellmanpriset
- 1997 – Stiftelsen Natur & Kulturs översättarpris